# Säsong 18 av Simpsons
Säsong 18 av Simpsons sändes mellan 10 september 2006 och 20 maj 2007 med sju avsnitt från säsong 17:s produktionslinje, (HABF). Al Jean var exekutiv producent, en position som han har haft sedan säsong 13. Säsongen avslutades med avsnittet You Kent Always Say What You Want, som var seriens 400:e avsnitt. Under säsongen var det 20 år sedan serien startade i The Tracey Ullman Show. Säsongen sändes första gången med svensk undertext på TV6 mellan 29 oktober och 13 november 2007.
Under den 35:e Annie Award fick Alf Clausen och Michael Price ett pris för "Best Music in an Animated Television Production" för Yokel Chords medan Ian Maxtone-Graham och Billy Kimball vann "Best Writing in an Animated Television Production" för 24 Minutes Jeff Westbrook vann en WGA Award för Kill Gil: Vols. 1 & 2. Även Matt Selman var nominerad för The Haw-Hawed Couple och John Frink fick en nominering för Stop or My Dog Will Shoot.
Säsongen fick också en British Comedy Award nominering för "Best International Comedy", och en Primetime Emmy Award för "Outstanding Animated Program" med avsnittet The Haw-Hawed Couple samt en Environmental Media Award nominering för "Best Television Episodic Comedy" med avsnittet The Wife Aquatic. Enligt "Nielsen rating" sågs säsongen i genomsnitt av 8,6 miljoner.

## Lista över avsnitt
| Nr i serien | Nr i säsongen | Titel                                            | Regissör                                                                                        | Författare                         | Sändningsdatum (USA) | Sändningsdatum (Sverige) | Produktkod |
| --- | ------------- | ------------------------------------------------ | ----------------------------------------------------------------------------------------------- | ---------------------------------- | -------------------- | ------------------------ | ---------- |
| 379 | 1             | "The Mook, the Chef, the Wife and Her Homer"     | Michael Marcantel                                                                               | Bill Odenkirk                      | 10 september 2006    | 29 oktober 2007          | HABF15     |
| Då Otto Mann blir avstängd tvingas eleverna att samåka med sina föräldrar och det kommer fram att eleven Michael är Fat Tonys grabb. Alla börjar visa respekt för honom och Lisa upptäcker att han är en bra kock, något som resten av hans familj är emot. Gästskådespelare: Joe Mantegna, Joe Pantoliano, Metallica och Michael Imperioli. |               |                                                  |                                                                                                 |                                    |                      |                          |            |
| 380 | 2             | "Jazzy and the Pussycats"                        | Steven Dean Moore                                                                               | Daniel Chun                        | 17 september 2006    | 29 oktober 2007          | HABF18     |
| Efter att Bart busat i kyrkan får familjen rådet att ge honom trummor och det visar sig att han är duktig på att spela på dem. Lisa tar med honom till jazzklubben och blir deprimerad då Bart blir inbjuden att bli medlem i ett jazzband och bestämmer sig för att börja ta hand om hemlösa djur. Gästskådespelare: Jack White och Meg White. |               |                                                  |                                                                                                 |                                    |                      |                          |            |
| 381 | 3             | "Please Homer, Don't Hammer 'Em"                 | Mike B. Anderson & Ralph Sosa                                                                   | Matt Warburton                     | 24 september 2006    | 30 oktober 2007          | HABF20     |
| Homer köper ett lexikon för hantverkare men då han inte använder det börjar Marge läsa det och blir en duktig hantverkare. Men då ingen vill anställda en kvinnlig hantverkare lurar hon sina kunder att Homer byggt allt. På Springfield Elementary råder jordnötsförbud och då Bart upptäcker att det är för att Seymour Skinner har blivit allergisk bestämmer han sig för att utnyttja det. |               |                                                  |                                                                                                 |                                    |                      |                          |            |
| 382 | 4             | "Treehouse of Horror XVII"                       | David "Tubatron" Silverman (David Silverman) & Malicious Matthew C. Faughnan (Matthew Faughnan) | Peter Gaffney                      | 5 november 2006      | 30 oktober 2007          | HABF17     |
| Mr. Burns välkomnar tittarna medan Moe väntar på att bli instängd i en spikkista. Married To The Blob - En meteorit kraschar på familjens Simpsons tomt och Homer äter innehållet i meteoriten. Han blir beroende av mat och blir större, börja äta människor och blir en grön gegga. You Gotta Know When to Golem - Bart upptäcker att Krusty äger en golem och bestämmer sig för att den ska få hjälpa honom. Lisa gillar inte uppgifterna som golemen utsätts för och lyckas ge den delvis en fri vilja. The Day the Earth Looked Stupid - Delen utspelar sig 1938 i Springfield och alla invånare utom Lisa tror efter att lyssnat på en radiopjäs av Världarnas krigatt jorden är under attack. Då de får reda på att de blivit lurade passar Kang & Kodos att anfall på riktigt men ingen tror på attackerna. Gästskådespelare: Fran Drescher, Marcia Wallace, Maurice LaMarche, Dr. Phil McGraw, Richard Lewis och Sir Mix-a-lot. |               |                                                  |                                                                                                 |                                    |                      |                          |            |
| 383 | 5             | "G.I. (Annoyed Grunt)"                           | Michael Marcantel                                                                               | Bill Odenkirk                      | 12 november 2006     | 31 oktober 2007          | HABF21     |
| Då Bart tagit värvning i armén på 18-årsdagen bestämmer sig Homer för att stoppa hans planer men blir istället själv inkallad i armén. En övning som Homer leder går på tok då han bestämmer sig för att truppen skall gömma sig för att låtsas vara fienden i Springfield istället för i skogen. Gästskådespelare: Kiefer Sutherland och Maurice LaMarche. |               |                                                  |                                                                                                 |                                    |                      |                          |            |
| 384 | 6             | "Moe'N'a Lisa"                                   | Mark Kirkland                                                                                   | Matt Warburton                     | 19 november 2006     | 31 oktober 2007          | HABF19     |
| Då Homer glömmer att följa med Moe på en fisketur på hans födelsedag upptäcker Lisa att han är en poet och hjälper honom att skriva en dikt. Då dikten blir publicerat i American Poetry Perspectives blir han inbjuden till ett möte med landets största författare i Vermont. Lisa upptäcker att Moe tar åt sig hela äran för dikten och bestämmer sig för att sluta hjälpa honom. Gästskådespelare: Gore Vidal, J.K. Simmons, Jonathan Franzen, Michael Chabon och Tom Wolfe. |               |                                                  |                                                                                                 |                                    |                      |                          |            |
| 385 | 7             | "Ice Cream of Margie (with the Light Blue Hair)" | Matthew Nastuk                                                                                  | Carolyn Omine                      | 26 november 2006     | 1 november 2007          | HABF22     |
| Homer blir avskedad och köper en begagnad glassbil och börjar sälja glass. Marge börjar göra skulpturer med glasspinnarna för att bli ihågkommen till framtiden. |               |                                                  |                                                                                                 |                                    |                      |                          |            |
| 386 | 8             | "The Haw-Hawed Couple"                           | Chris Clements                                                                                  | Matt Selman                        | 10 december 2006     | 1 november 2007          | JABF02     |
| Marge tvingar Bart att gå Nelson födelsedagsfest och som ensam gäst blir de goda vänner. Men Bart blir snabbt irriterad på att hela tiden bli uppvaktad av Nelson. Homer börjar läsa fantasyböckerna om Angelica Button för Lisa och blir själv intresserad av berättelserna. |               |                                                  |                                                                                                 |                                    |                      |                          |            |
| 387 | 9             | "Kill Gil, Volumes I & II"                       | Bob Anderson                                                                                    | Jeff Westbrook                     | 17 december 2006     | 2 november 2007          | JABF01     |
| Familjen besöker Krustys julföreställning på is och går sen och köper julklappar. Där träffar Lisa på Gil Gundersson utklädd till jultomten och lyckas få honom att bli avskedad. Familjen tycker synd om honom och låter honom sova över hos dem under julen men han bestämmer sig för att stanna längre än familjen tänkte. Gästskådespelare: Elvis Stojko. |               |                                                  |                                                                                                 |                                    |                      |                          |            |
| 388 | 10            | "The Wife Aquatic"                               | Lance Kramer                                                                                    | Kevin Curran                       | 7 januari 2007       | 2 november 2007          | JABF03     |
| Marge tittar på en gammal hemmafilm där hon hade semester på Barnacle Bay. Homer överraskar henne genom att låta familjen åka dit över en tid men Marge upptäcker att ön inte är sig lik längre och Homer bestämmer sig för att försöka få ön att blomstra igen. Gästskådespelare: Maurice LaMarche och Sab Shimono. |               |                                                  |                                                                                                 |                                    |                      |                          |            |
| 389 | 11            | "Revenge Is a Dish Best Served Three Times"      | Michael Polcino                                                                                 | Joel H. Cohen                      | 28 januari 2007      | 5 november 2007          | JABF05     |
| Homer bestämmer sig för att utkräva en hämnd på Rich Texan och för att lugna ner honom berättar Marge, Lisa och Bart tre historier om vad som kan hända om man hämnas. |               |                                                  |                                                                                                 |                                    |                      |                          |            |
| 390 | 12            | "Little Big Girl"                                | Raymond S. Persi                                                                                | Don Payne                          | 11 februari 2007     | 5 november 2007          | JABF04     |
| Efter att Bart räddat Springfield från en eldsvåda belönas han med ett körkort. Bart träffar femtonårige Darcy som är gravid och vill gifta sig med honom i tron att han är äldre än tio år. Lisa skriver i en uppsats att hennes familj härstammar från indianerna vilket inte sant och lögnen växer hela tiden. Gästskådespelare: Natalie Portman. |               |                                                  |                                                                                                 |                                    |                      |                          |            |
| 391 | 13            | "Springfield Up"                                 | Chuck Sheetz                                                                                    | Matt Warburton                     | 18 februari 2007     | 6 november 2007          | JABF07     |
| Dokumentärfilmaren Declan Desmond fortsätter med sitt åttaåriga besök i Springfield och Homer bestämmer sig för att visa för honom hur hans liv har förbättras till ett lyxliv. Gästskådespelare: Eric Idle. |               |                                                  |                                                                                                 |                                    |                      |                          |            |
| 392 | 14            | "Yokel Chords"                                   | Susie Dietter                                                                                   | Michael Price                      | 4 mars 2007          | 7 november 2007          | JABF09     |
| Lisa upptäcker att Cletus barn inte går i skolan och får uppdraget att undervisa dem och Krusty anställer barnen tills hans show. Bart berättar för klasskamraterna är skräckhistoria för att få gratis lunch och träffar psykologen Dr. Stacey Swanson. Gästskådespelare: Andy Dick, James Patterson, Marcia Wallace, Meg Ryan, Peter Bogdanovich och Stephen Sondheim. |               |                                                  |                                                                                                 |                                    |                      |                          |            |
| 393 | 15            | "Rome-old and Juli-eh"                           | Nancy Kruse                                                                                     | Daniel Chun                        | 11 mars 2007         | 8 november 2007          | JABF08     |
| Familjen Simpson måste spara pengar efter att Homer missförstått konkurslagen och farfar flyttar in till dem. Han blir förälskad i Selma och Patty tar hjälp av Homer för att få dem att bryta förhållandet men det slutar med att de gifter sig. Bart ser till att han och Lisa får flyttkartonger gratis men då firman de fick kartongerna av upptäcker att de har byggt ett slott av kartonger blir det krig. Gästskådespelare: Jane Kaczmarek. |               |                                                  |                                                                                                 |                                    |                      |                          |            |
| 394 | 16            | "Homerazzi"                                      | Matthew Nastuk                                                                                  | J. Stewart Burns                   | 25 mars 2007         | 8 november 2007          | JABF06     |
| Familjens fotoalbum förstörs och Marge ser till att återskapa minnena vilket resulterar i en hög räkning. För att betala familjens höga räkning börjar Homer jobba som papparazzifotograf och får stadens kändisar emot sig. Gästskådespelare: Betty White, J.K. Simmons och Jon Lovitz. |               |                                                  |                                                                                                 |                                    |                      |                          |            |
| 395 | 17            | "Marge Gamer"                                    | Bob Anderson                                                                                    | J. Stewart Burns                   | 22 april 2007        | 9 november 2007          | JABF10     |
| Marge lär sig hur man använder datorn och fastnar för webbspelet Earthland Realms. Hon upptäcker att Bart också spelar spelet och börjar spela tillsammans med honom. Lisa börjar spela fotboll med Homer som domare. Lisa upptäcker att Homer dömer alltid till hennes fördel och börjar fuska. Gästskådespelare: Marcia Wallace och Ronaldo Luiz Nazário de Lima. |               |                                                  |                                                                                                 |                                    |                      |                          |            |
| 396 | 18            | "The Boys of Bummer"                             | Rob Oliver                                                                                      | Michael Price                      | 29 april 2007        | 9 november 2007          | JABF11     |
| Bart missar en lyra i Baseboll-finalen och blir hatad av alla i Springfield och blir olycklig och Marge Simpson försöker tillsammans med Lisa muntra upp honom. Homer börjar jobba med att sälja sängar men tappar sexlusten då han säljer sin och Marges sängmadrass till Lovejoy. |               |                                                  |                                                                                                 |                                    |                      |                          |            |
| 397 | 19            | "Crook and Ladder"                               | Lance Kramer                                                                                    | Bill Odenkirk                      | 6 maj 2007           | 12 november 2007         | JABF13     |
| Maggie får ett utbrott då Marge slänger hennes napp och Homer får sömnsvårigheter och börjar ta sömnpiller och börjar gå i sömnen vilket Bart utnyttjar. Springfield får en frivillig brandkår bestående av Homer, Moe, Apu och Seymour och den nya brandkåren börjar stjäla från de som de hjälper då de inte får betalt. |               |                                                  |                                                                                                 |                                    |                      |                          |            |
| 398 | 20            | "Stop or My Dog Will Shoot"                      | Matthew Faughnan                                                                                | John Frink                         | 13 maj 2007          | 12 november 2007         | JABF12     |
| Homer går vilse i en labyrint gjord av majs och räddas av Santa's Little Helper som lämnar familjen Simpsons för att bli polishund och bo hos Lou. Bart saknar Santa's Little Helper och får ormen Strangles av Homer. Gästskådespelare: Marcia Wallace, Maurice LaMarche, Rudy Giuliani och Stephen Hawking. |               |                                                  |                                                                                                 |                                    |                      |                          |            |
| 399 | 21            | "24 Minutes"                                     | Raymond S. Persi                                                                                | Ian Maxtone-Graham & Billy Kimball | 20 maj 2007          | 13 november 2007         | JABF14     |
| Springfield Elementary skaffar en övervakninscentral med skolans duktigaste elever och det är dags för bakverksförsäljning i skolan och Marge får problem då hon bara har 27 minuter på sig att göra klart tårtan och leverera den till skolan. Bart får kvarsittning men får i uppdrag av Lisa att ersätta Milhouse och följa efter Jimbo, Dolph och Kearney för att få reda på vilka onda planer de har för bakverksförsäljningen. Gästskådespelare: Kiefer Sutherland och Mary Lynn Rajskub. |               |                                                  |                                                                                                 |                                    |                      |                          |            |
| 400 | 22            | "You Kent Always Say What You Want"              | Matthew Nastuk                                                                                  | Tim Long                           | 20 maj 2007          | 13 november 2007         | JABF15     |
| Marge tar med sig resten av familjen till tandläkaren och efteråt går de och äter glass där Homer köper den miljonte glasstruten på "Phineas Q. Butterfat's Ice Cream Parlor" och intervjuas av Kent i "Smartline" där Kent säger en fruktansvärd svordom och avskedas efter att FCC dömt TV-bolaget att betala tio miljoner dollar i böter. Med hjälp av Lisa börjar han då köra webbsändningar på Youtube för att sprida yttrandefriheten och TV-bolaget försöker då återanställa Kent. Gästskådespelare: Chris "Ludacris" Bridges och Maurice LaMarche. |               |                                                  |                                                                                                 |                                    |                      |                          |            |

## Hemvideoutgivningar
Den 5 december 2017 släpptes hela säsongen på DVD i region 1.